# 李得男
李 得男（リ・トゥンナム、朝鮮語: 리득남）は、朝鮮民主主義人民共和国の政治家。朝鮮労働党中央委員会検閲委員会副委員長、江界市党委員会責任書記などを歴任した。

## 経歴
出生地や生年月日は不明。1998年1月に江界市党委員会責任書記に任命され、同年7月に最高人民会議第10期代議員に選出された。第11期代議員に再選。
2010年9月28日に開催された朝鮮労働党第3回党代表者会で朝鮮労働党中央委員会検閲委員会副委員長に選出され、2014年5月20日に訪朝したモンゴル人民党代表団との間に、朝鮮労働党との協力に関する合意書に署名した。2016年5月9日に開かれた朝鮮労働党中央委員会第7期第1回総会で党中央委員会検閲委員会副委員長に再選された。
2021年1月5日から開催された朝鮮労働党第8次大会で党中央委員会検閲委員会が廃止されたため、同委員会副委員長から退任した。

## 参考サイト
- 북한정보포털